# Radical SAM

Structure d'une enzyme à radical SAM (PDB:7QBS).

Le terme radical SAM désigne une superfamille de métalloenzymes qui utilisent un centre [4Fe-4S]2+/1+ pour cliver de manière réductrice la S-adénosyl-L-méthionine (SAM) afin de générer un radical, généralement le radical 5′-désoxyadénosyle. Cet intermédiaire catalytique radicalaire permet d'effectuer des transformations inhabituelles (du point de vue de la chimie organique) très variées, souvent pour fonctionnaliser des liaisons C-H. Les enzymes Radical SAM sont impliquées dans la biosynthèse des cofacteurs, l'activation des enzymes, les modifications post-transcriptionnelles et post-traductionnelles, la modification des ARNt, le métabolisme des lipides, la biosynthèse des antibiotiques et des produits naturels, etc. La grande majorité de ces enzymes sont caractérisées par la présence d'un motif riche en cystéine de type CxxxCxxC, impliqué dans la coordination du centre  [4Fe-4S] radical SAM. Des travaux récents ont montré, de manière inattendue, que le centre  [4Fe-4S] radical SAM peut être coordonné par des résidus de la protéine et ainsi moduler son activité. Enfin, de nombreuses enzymes à radical SAM possèdent, en plus du centre  [4Fe-4S] radical SAM, des centres [4Fe-4S] additionnels dont le rôle est encore mal compris et des cofacteurs métalliques tels que la vitamine B12 (cobalamine),